# سلسو گربوگی
سلسو گربوگی دانشمند فیزیک نظری اهل برزیل است که روی سامانه پیچیده سامانه غیر خطی و نظریه آشوب کار می‌کند. وی از پیشگامان کار روی سامانه‌های پیچیده و غیر خطی است. 

## حوزه‌های تحقیق وی
- سامانه پیچیده
- سامانه غیرخطی
- زیست‌شناسی دستگاه‌ها
- فراکتال
- پویاشناسی آشوب
- پویاشناسی آشوب در مکانیک کوانتومی نسبیتی
- پلاسما (فیزیک)
- کنترل آشوب